# Munna amphoricauda
Munna amphoricauda är en kräftdjursart som beskrevs av Teodorcyzk och Waegele 1994. Munna amphoricauda ingår i släktet Munna och familjen Munnidae. Inga underarter finns listade i Catalogue of Life.